# Johannes Vincke
Johannes Vincke (* 11. Mai 1892 in Gretesch bei Osnabrück; † 3. März 1975 in Hollage) war ein deutscher römisch-katholischer Theologe. Schwerpunkte seiner Arbeit waren Kirchenrecht und Kirchengeschichte, insbesondere die Kirchengeschichte Spaniens.

## Leben und akademische Laufbahn
Johannes Vincke wurde auf dem Vinckenhofe in Gretesch, Kreis Osnabrück, als drittes von neun Kindern geboren. Nach seiner Grundschulzeit in Belm und dem Abitur im Jahre 1912 am Gymnasium Carolinum in Osnabrück studierte er von 1912 bis 1916 in Münster und Freiburg Theologie. 1912 wurde er Mitglied in der katholischen Studentenverbindung Unitas Winfridia. Zum Priester wurde er 1917 geweiht.
Bevor Vincke von 1926 bis 1928 Theologie, Geschichte, Rechts- und Staatswissenschaften in Freiburg studierte, war er als Seelsorger tätig. 1927 erfolgten die Promotionen zum Dr. phil. und Dr. theol. sowie 1928 zum Dr. rer. pol. 1928 bis 1930 war er am königlichen Archiv von Aragon in Barcelona tätig. Im Anschluss an seine Rückkehr nach Freiburg habilitierte er sich 1930 über die kirchliche Rechtsgeschichte und das Verhältnis von Kirche und Staat. Es folgten ein Aufenthalt an der Päpstlichen Universität Gregoriana in Rom von 1932 bis 1934, eine außerordentliche Professur für Kirchenrecht in Freiburg 1937 und eine Vertretung des kirchenrechtlichen Lehrstuhls an der Staatlichen Akademie Braunsberg in Ostpreußen von 1939 bis 1944. Seit dem Sommersemester 1944 vertrat er den Lehrstuhl für Kirchengeschichte an der Universität Freiburg im Breisgau, auf den er 1946 als ordentlicher Professur berufen wurde und wo er bis zu seiner Emeritierung 1960 lehrte; 1951/52 war er Rektor der Universität.
Im Rahmen des Vincke-Hausinschriften-Kreises war er an der Erforschung von Hausinschriften in Niedersachsen beteiligt.

## Aufgaben an der Universität Freiburg neben seiner Lehrtätigkeit
- 1945–1960: Mitglied der Akademischen Baukommission
- ab 1949: Herausgeber der Freiburger Theologischen Studien
- ab 1949: Verwalter der Gfrörer-Stiftung
- ab 1952: Mitglied der Senatskommission für das Studium Generale, speziell als Referent für die studentischen Gemeinschaften und zeitweise für den Dies Universitatis
- ab 1952: Vorstandsmitglied im Verband der Freunde der Universität Freiburg
- ab 1952: Vorsitzender der Akademischen Schrifttumskommission

## Ernennungen und Auszeichnungen
- ab 1930: Direktor der Biblioteca Goerres in Madrid
- 1936: korrespondierendes Mitglied der R. Academia de la Historia, Madrid
- 1936: Magister Fundador der Schola Lulliana in Palma de Mallorca
- 1937: Beiratsmitglied der Görresgesellschaft
- 1942: korrespondierendes Mitglied der Real Academia de las Buenas Letras, Barcelona
- 1945: Judex prosynodalis am Erzbischöflichen Offizialat zu Freiburg i. Br.
- 12. April 1947: Erzbischöflicher Geistlicher Rat, Freiburg i. Br.
- 1947: korrespondierendes Mitglied des Institut d’Estudis Catalans, Barcelona
- 1949: stellvertretender Vorsitzender des Kirchengeschichtlichen Vereins der Erzdiözese Freiburg
- 1949: Mitglied des Freiburger Historikerkränzchens (als Nachfolger von Joseph Sauer)
- 1952: Großes Verdienstkreuz der Bundesrepublik Deutschland
- 15. Oktober 1952: Päpstlicher Hausprälat
- 1952: Vorstandsmitglied der Görres-Gesellschaft
- 1952–61: Erster Vorsitzender des Kirchengeschichtlichen Vereins der Erzdiözese Freiburg
- 1954: Mitglied der Kommission für geschichtliche Landeskunde in Baden-Württemberg
- 1956: Kommandeur des Orden Civil de Alfonso X el Sabio
- 1957: Kuratorialmitglied des Instituto de Espana, München
- 1960: Consejero de honor del Consejo Superior de Investigaciones Científicas
- 1960: Dr. en Filosofìa y Letras h. c., Zaragoza (Investitur 1961)
- 1961: korrespondierendes Mitglied des “El Museo Canario”, Las Palmas (Gran Canaria)

Die Oberschule in Belm hieß bis 2023 „Johannes-Vincke-Schule“.

## Veröffentlichungen (Auswahl)
- Staat und Kirche in Katalonien und Aragón während des Mittelalters. Münster 1931.
- Volkstum und Recht. Aus kirchenrechtlicher und volkskundlicher Sicht dargestellt. Düsseldorf 1937.
- Briefe zum Pisaner Konzil. Bonn 1940.
- Zur Vorgeschichte der Spanischen Inquisition: die Inquisition in Aragon, Katalonien, Mallorca und Valencia während des 13. und 14. Jahrhunderts. Bonn 1941.
- Schriftstücke zum Pisaner Konzil: ein Kampf um die öffentliche Meinung. Bonn 1942.
- Die Hochschulpolitik der aragonesischen Krone im Mittelalter. Braunsberg 1942.
- Die Krone von Aragón und das große abendländische Schisma. Gumbinnen 1944.
- Die Begegnung des Deutschen und Spaniers im 14. Jahrhundert. Freiburg 1951.